# Переддень Нового року
Переддень Нового року (також відомий в Україні як Ще́дрий ве́чір або Сильвестр у багатьох державах Європи) — останній день року за григоріанським календарем, що передує Новому року. У сучасній традиції, є окремим від Нового року святом, під час якого починаються урочистості із зустрічі наступного року. У багатьох культурах у святкуванні використовуються феєрверки та інша піротехніка.
В Україні Щедрий вечір є робочим днем, однак фактично сімейні застілля та святкування починаються ввечері, до настання самого Нового року, коли зазвичай проводжають «старий рік».

## Традиції святкування в різних країнах

### ПівденнатаПівнічнаАмерика

#### Аргентина
Традиційні урочистості в Аргентині — це обов'язково сімейна вечеря з традиційних страв, у тому числі вітелтонне, асадо, бутерброди диги, піононос та десерти: турун, мантекол і пан дульсе.

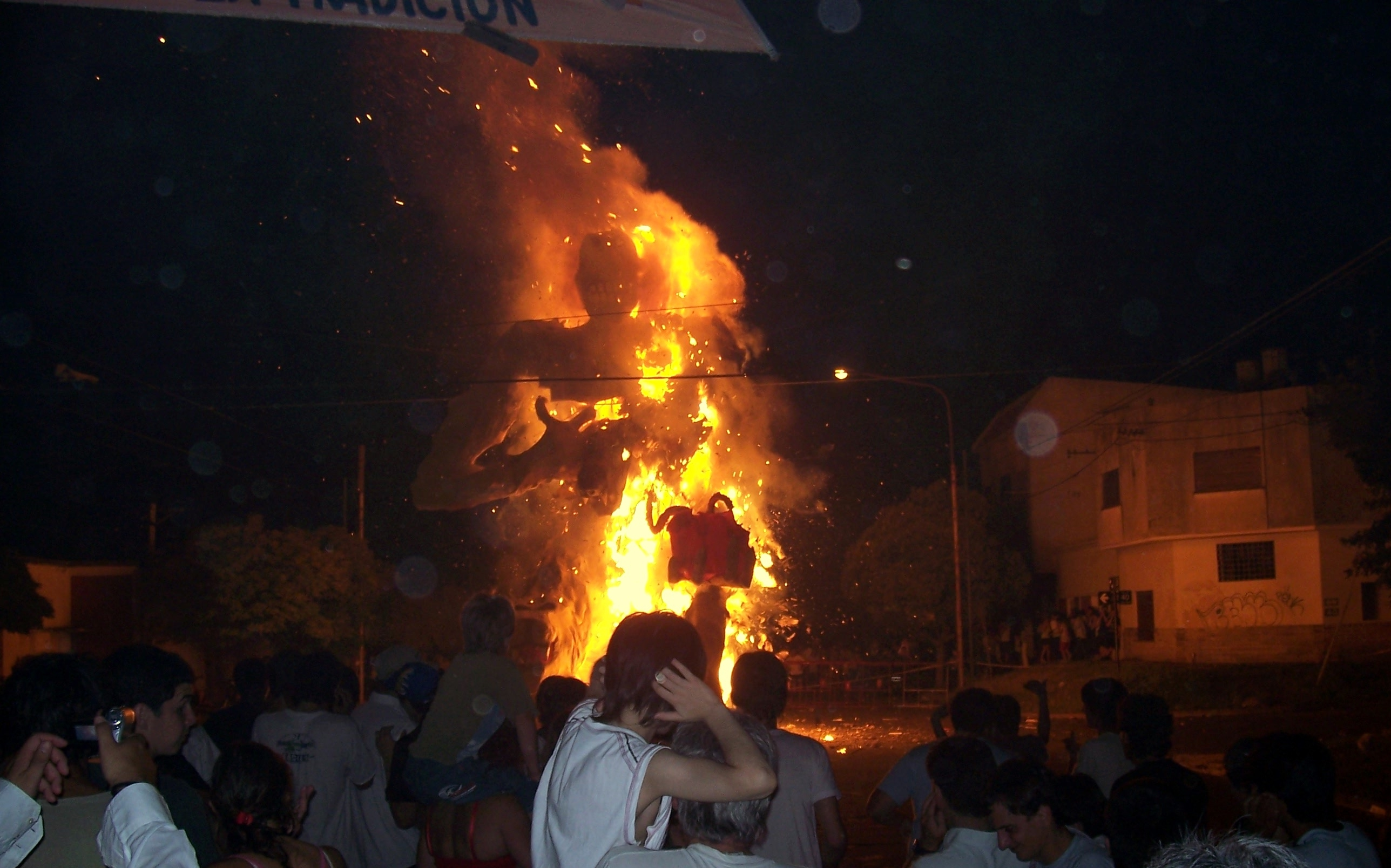
Спалювання ляльок є місцевою традицією в місті Ла-Плата.

Незадовго до півночі, люди стікаються на вулиці, щоби насолодитися феєрверками. Феєрверк можна побачити на будь-який терасі. Перший день Нового року відзначається опівночі — сидром або шампанським. Люди бажають один одному щасливого Нового Року, а іноді поділяють тости з сусідами. Вечірки, часто тривають до світанку.
Святкування відбувається влітку, як і у багатьох південноамериканських країнах, тому у Новому році — в туристичних центрах арктичного атлантичного узбережжя (Мар-дель-Плата, Некочея, Вілла Гезелл, Мірамар та інших) можна побачити багато родин.

#### Бразилія

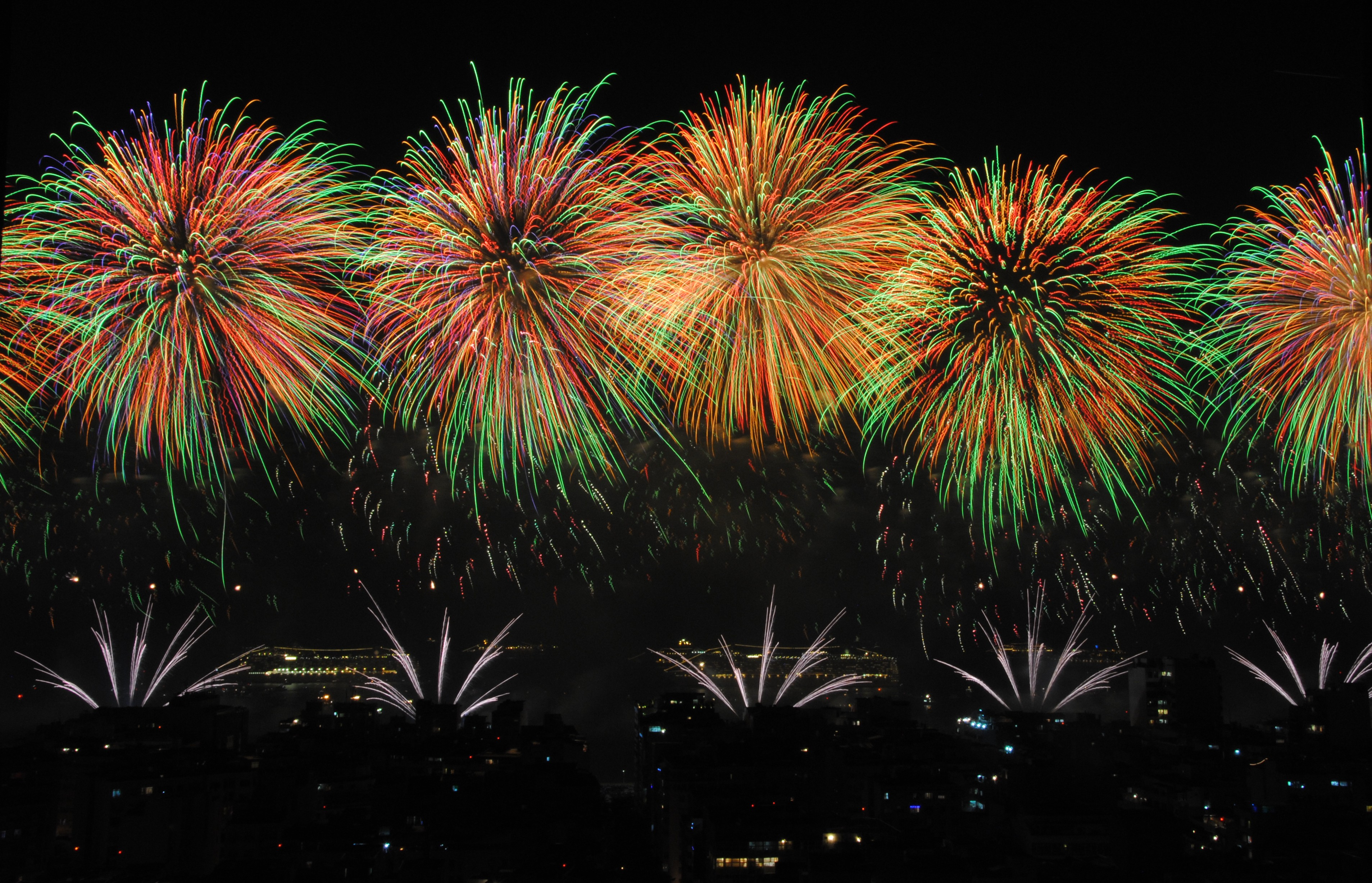
На пляжі у Копакабані (Ріо-де-Жанейро) знаходяться мільйони святкуючих.

Новий рік (португальською: Ано Ново), є одним з головних свят Бразилії. Це офіційно знаменує початок літніх канікул, які тривають до карнавалу. Бразильці традиційно мають багату вечерю з сім'єю або друзями вдома, в ресторанах або приватних клубах і споживають алкогольні напої. П'ють, зазвичай шампанське. Ті, хто проводить новорічну ніч на пляжі, зазвичай, одягаються у білий колір, щоби мати удачу весь Новий рік. Феєрверки і вживання винограду або сочевиці — це звичаї, пов'язані зі святом.
Пляж в Копакабані в Ріо-де-Жанейро входить до десятки кращих новорічних феєрверків. Поєднання живих концертів, неймовірного феєрверку і мільйонів людей у святковому одязі, робить новорічну вечірку Копакабани, однією з найкращих у світі. Крім того, святкування транслюються на Rede Globo під час шоу da Virada.
У місті Сан-Паулу проходить марафон Святого Сильвестра (Corrida de São Silvestre), який перетинає вулиці між проспектом Пауліста і центром міста.
В інших регіонах, також відбуваються різні події. У Форталеза, Сеара, в районі Прая-де-Іракма відбуваються вечірки. Події приваблюють більше мільйона людей. Тут представлено феєрверки і концерти живої музики.

#### Чилі
Кожної новорічної ночі, вулиці та пляжі Вальпараїсо збирають понад мільйон відвідувачів.
Новий рік святкується у Чилі, згідно зі звичаями, такими як, носіння жовтої спідньої білизни та жовтого одягу — кажуть, щоби відновити життєздатність вашого життя. Люди, які хочуть подорожувати наступного року, ходять вулицями з валізою у руці, інші тримають у руках гроші або кладуть монети під власні двері на щастя Нового року. Свята супроводжуються родинною вечерею зі спеціальними стравами, зазвичай сочевицею на удачу, і дванадцятьма виноградинами, щоби загадати побажання на кожний місяць наступного року. Сімейні урочистості зазвичай, тривають до опівночі, відтак, деякі продовжують вечірки з друзями до світанку. У столиці Чилі Сантьяго, тисячі людей збираються біля башти Ентел, щоби подивитися відлік часу до півночі та феєрверк.
По усій країні відбувається кілька феєрверків. Ті, що мають великий розголос, як «Año Nuevo en el Mar», у Вальпараїсо, відвідують понад мільйон глядачів. З 2000 року, продаж феєрверків окремим особам, було заборонено, тож феєрверки, можна спостерігати лише на великих дисплеях.
Багато людей також, вирушають на острів Пасхи, з узбережжя Чилі, щоби там вітати Новий рік.

#### Колумбія
У Колумбії це традиційне свято. У країні існує безліч звичаїв. Серед них є: родинна вечеря зі спеціальними стравами, феєрверки, популярна музика, носіння спеціального або нового одягу і різні вечірки. З кожним ударом годинника до опівночі, сім'ї харчуються виноградинкою.

#### Коста-Рика
У Коста-Риці, сім'ї зазвичай, збираються близько 8 вечора для вечірок, які тривають до першої або другої години ночі, на наступний день. Є кілька родинних звичаїв Коста-Рики, у тому числі — 12 виноградин, які відбивають 12 бажань на Новий рік, і бігання через вулицю з багажем, щоби навіяти нові поїздки та пригоди майбутнього року.

#### Сальвадор

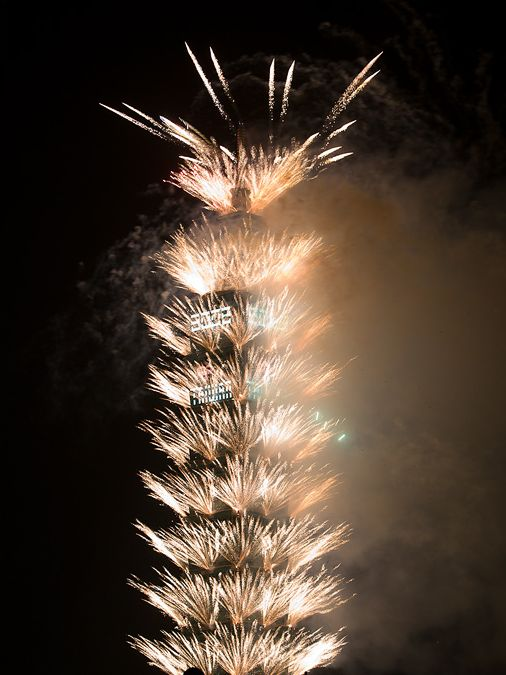
Тайбей

У Сальвадорі новорічна ніч проводиться з родинами. Сімейні вечірки починаються близько 5:00 вечора і тривають до 1:00 — 3:00, наступного дня. Родини обідають разом і виконують звичаєві новорічні пісні, такі як «Cinco para las Doce». Після обіду, люди запалюють феєрверки і продовжують вечірки на вулиці. Радіостанція передає відлік до опівночі. Коли за годинником настає опівночі, феєрверки спалахують усією країною. Люди починають обмінюватися обіймами та побажаннями на Новий рік.

#### Еквадор
Новорічний звичай в Еквадорі — це чоловіки, які у новорічну ніч неспішно вдягаються (червоний макіяж, дешеві барвисті перуки, дуже волохаті ноги у міні-спідницях), представляючи «вдову» минулого року. Потім «вдова» виходять на вулиці і зупиняє кожен автомобіль, який проходить цією вулицею, щоби пародіювати якусь форму сексуального танку. Великі натовпи збираються навколо, щоби спостерігати і сміятися над розвагами, а водії змушені давати «вдовам» деякі монети, щоб отримати проїзд вулицею.
Є також традиційні родинні заходи і страви на сучасний лад, такі як влаштування вечірок і відвідування нічних клубів. Люди зазвичай, їдять виноград і п'ють шампанське з близькими родичами та друзями.
Головна подія відбувається опівночі, коли запалюються феєрверки, а також тисячі зображень справжньої величини під назвою «Año Viejo». Велика кількість місцевих родин, створюють зображення з обрізків паперу, старого одягу або взагалі, купує їх. Вони розташовуються просто перед будинком. Дійство являє собою те, що вам не сподобалося з попереднього року, і зроблено на вигляд знаменитих людей, політиків, державних службовців, мультфільмів тощо. Вони спалюються опівночі, щоби «злити» старий рік і відбити початок нового. Деякі найхоробріші еквадорці, стрибають через ці багаття 12 разів, щоби загадати бажання на кожен місяць.

#### Гватемала
У Гватемалі банки закриваються у переддень Нового року, а підприємства припиняють працювати опівдні. У місті Антигуа люди зазвичай, збираються у каплиці Санта-Каталіна, щоби відсвяткувати Новий рік (іспанською: Фін-дель-Аньйо). У місті Гватемала, урочистості зосереджено на майдані Пласа Майор. Феєрверки запалюються, з заходом сонця, і тривають без перерви всю ніч. Гватемальці надягають новий одяг на удачу і їдять виноградинку з кожним з дванадцяти ударів дзвонів під час зворотного відліку часу, до Нового року, одночасно з побажаннями кожному.
Урочистості містять релігійні теми, які можуть бути або зі звичаїв мая, або католицьких. Католицькі свята схожі на Різдвяні. Подарунки залишаються дітьми Христа, під деревом різдвяного ранку, для дітей, але батьки і дорослі не обмінюються подарунками до Нового року.

#### Мексика
Мексиканці святкують прихід Нового року, поїдаючи виноградинку з кожним боєм курантів, та одночасно загадують бажання. Мексиканські родини прикрашають будинки та вечірки у кольорах, які представляють побажання на майбутній рік: червоний заохочує загальне поліпшення способу життя і кохання, жовтий сприяє благословенню поліпшених умов зайнятості, зелений — для поліпшення фінансового стану і білий призводить до покращення здоров'я. Мексиканський солодкий хліб запікається з монетою або прикрасою, захованими у тісті. Коли хліб подається, одержувач шматочка з монетою або амулетом, як кажуть, благословенний на удачу у Новий рік. Інший звичай полягає у тому, щоби скласти список усіх поганих або нещасливих подій за останні 12 місяців; до опівночі цей список кидається у вогонь, що символізує видалення негативної енергії з Нового року. У той же час усі висловлюються по відношенню до всіх хороших речей протягом року, який завершується, щоби вони тривали і у новому році.
Мексиканці святкують з нічною вечерею у власних родинах; традиційна їжа — індичка або свиняча корейка. Згодом багато людей відвідують вечірки за межами будинку, наприклад, у нічних клубах. У Мехіко у новорічну ніч проходить вуличний фестиваль у центрі Зокало, головному майдані міста. Урочистості супроводжують феєрверки і крики «Феліс Аньо Нуево!»

#### Канада
У Канаді традиції передноворічного свята розрізняються залежно від регіону. Зазвичай, 31 грудня (англ. New Year's Eve Day або фр. Veille du Jour de l'An) є вихідним днем. У великих містах та туристичних центрах, таких як Торонто, Монреаль та Ніагарський водоспад, це свято є одним з основних, коли проводяться великі урочистості, під час яких, відбуваються концерти, спортивні заходи та феєрверки, з безкоштовним громадським транспортом у більшості великих міст.

#### США
У США новорічну ніч відзначають урочистими вечірками та концертами, сімейно-орієнтованими заходами та великими публічними заходами, такими як феєрверки та «краплі».
Найвідомішим святкуванням в країні є «Новорічний шар», що відбувається на «Таймс-сквер» в Нью-Йорку, яка була натхненна кульками часу, які раніше використовувались як сигнал часу. О 23:59 ET, куля розміром 11 385 фунтів (3 386 кг), діаметром 12 футів (3,7 м) (яка прикрашена кришталевими панелями та світлодіодною системою освітлення) опускається вниз на 70 футів (21 м) — високий стовп на даху площі One Times, досягнувши даху будівлі через 60 секунд опівночі. Подія проводиться з 1907 року і в середньому її відвідує мільйон глядачів щороку. Починаючи з 2009 року, сам кулька виставляється на будівлі цілий рік. Видовище надихнуло подібні події за межами Нью-Йорка, де кулі або інший предмет опускають або підіймають однаково. Елементи, які використовуються для цих подій часто являють собою місцеву культуру чи історію.
Звіт національних ЗМІ історично зосереджувався на Нью-Йорку та Таймс-сквер. Ведучий гурту Гай Ломбардо був відомий своїми прямими трансляціями з Нью-Йорка зі своїм гуртом «Королівські канадці», чий підпис «Виступ Auld Lang Syne» опівночі допоміг зробити стандартним синонімом свята.